# Syrphoctonus borealis
Syrphoctonus borealis är en stekelart som först beskrevs av Holmgren 1858.  Syrphoctonus borealis ingår i släktet Syrphoctonus och familjen brokparasitsteklar. Arten är reproducerande i Sverige. Inga underarter finns listade i Catalogue of Life.